# Grigorowitsch I-Z
Grigorowitsch I-Z (russisch Григорович И–Ц) ist die Bezeichnung für ein sowjetisches einmotoriges Jagdflugzeug, das Mitte der 1930er Jahre eingesetzt wurde. Mit ihm wurden die Versuche mit der einschüssigen, rückstoßfreien Kanone von Leonid Wassiljewitsch Kurtschewski, die mit der Tupolew I-4 ihren Anfang genommen hatten, fortgesetzt.

## Entwicklung
Dmitri Grigorowitsch orientierte sich bei der Konstruktion an der I-5, die er zusammen mit Nikolai Polikarpow entwickelt hatte. Von ihr übernahm er das Rumpfvorderteil und den Antrieb. Die Kanonen wurden unter den Tragflächen befestigt, ein leichtes Maschinengewehr PW-1 im Rumpf diente für sie als Einschießwaffe.
Es wurden zwei als ZKB-7 (ЦКБ-7) bezeichnete Prototypen gebaut. Der erste absolvierte den Jungfernflug im Sommer 1931 mit Pilot B. L. Bucholz, der zweite im darauffolgenden Jahr mit J. Piontkowski. Sie waren noch mit Jupiter VI von Gnôme-Rhône ausgerüstet, die Serienmaschinen bekamen sowjetische M-22-Lizenzbauten.
Von 1933 bis 1936 erfolgte die Produktion von 71 I-Z, 21 wurden im Flugzeugwerk Moskau und 50 im Flugzeugwerk Charkow gebaut. Sie wurden meist zu Testzwecken verwendet, da sich die DRP-Kanone nicht bewährte und die Flugeigenschaften zu wünschen übrig ließen. Einige Exemplare kamen beim Projekt Sweno zum Einsatz.

## Aufbau
Die I-Z war in Tiefdecker-Konfiguration konstruiert, der Rumpf in Ganzmetall-Halbschalenbauweise gehalten. Der Tragflügel bestand aus einem mit Stoff bespannten Metallrahmen und war, ebenso wie das Höhenleitwerk, verstrebt. Die Streben verliefen zum starren Hauptfahrwerk, das eine durchgehende Achse besaß. Am Heck befand sich ein Hecksporn.

## Technische Daten
| Kenngröße             | Daten                                                              |
| --------------------- | ------------------------------------------------------------------ |
| Besatzung             | 1                                                                  |
| Länge                 | 7,65 m                                                             |
| Spannweite            | 11,50 m                                                            |
| Flügelfläche          | 19,50 m²                                                           |
| Flügelstreckung       | 6,8                                                                |
| Rüstmasse             | 1180 kg                                                            |
| Startmasse            | maximal 1648 kg                                                    |
| Antrieb               | ein 9-Zylinder-Sternmotor M-22                                     |
| Leistung              | 358 kW (487 PS)                                                    |
| Höchstgeschwindigkeit | 260 km/h in Bodennähe                                              |
| Dienstgipfelhöhe      | 7000 m                                                             |
| Reichweite            | 600 km                                                             |
| Bewaffnung            | zwei 7,62-cm-Kanonen DRP/APK unter den Flügeln ein 7,62-mm-MG PW-1 |